# 奥村惇叙
奥村 惇叙（おくむら あつのぶ、享和2年11月22日（1802年12月16日） - 弘化3年9月27日（1846年11月15日））は、加賀藩年寄。加賀八家奥村分家第12代当主。
父は奥村質直。正室は横山隆盛の娘。子は奥村直温、奥村則友。幼名磯吉。通称内膳。

## 生涯
享和2年（1802年）、加賀藩年寄奥村質直の子として生まれる。文化14年（1817年）、父質直の死去により家督と1万石の知行を相続する。学校惣奉行、海防方御用などを務め、2000石を加増され禄高1万2000石となる。文政4年（1822年）3月、藩主前田斉広の四男延之助誕生の際に蟇目役を務める。文政5年（1822年）12月、藩主前田斉泰家督相続の御礼言上の際に江戸城で将軍徳川家斉に拝謁する。天保6年（1835年）7月、藩主斉泰の五男豊之丞（大聖寺藩第13代藩主前田利行）誕生の際に蟇目役を務める。弘化3年（1846年）9月27日没。享年45。家督は嫡男直温が相続した。